# 이갑영
이갑영(李甲英, 1946년 3월 3일 ~ )은 대한민국의 정치인이다. 제37·38대 고성군수를 역임했다.

## 학력
- 대성국민학교
- 마산중학교
- 마산고등학교

## 역대 선거 결과
|  | 13.95% |

|  | 14.69% |

|  | 35.36% |

|  | 49.50% |